# 云际尚浦
云际尚浦是位於中國上海市楊浦區新江湾城的一個双子塔高樓，由奥勒·舍伦設計，铁狮门建造。云际尚浦具有办公、商业、酒店、剧院、公寓等功能。
云际尚浦A塔是双子塔之一，高280米、总建筑面积达13.6万平方米，共55层。2022年10月结构封顶，2023年6月通电亮灯。2023年12月竣工。建成時是杨浦区第一高楼。2024年起，企业入驻云际尚浦A塔。
云际尚浦B塔也是双子塔之一，高250米。